# Салтыков, Иван Николаевич
Светлейший князь Ива́н Никола́евич Салтыко́в (15 (27) мая 1870 — 31 августа 1941, Ницца, Франция) — генерал-майор русской императорской армии, член Государственного совета, санкт-петербургский губернский предводитель дворянства (1909—1914).

## Биография
Последний представитель княжеской линии Салтыковых. Сын светлейшего князя Николая Ивановича Салтыкова (1830—1901) и княжны Анны Сергеевны Долгоруковой. Праправнук генерал-фельдмаршала светлейшего князя Н. И. Салтыкова. Крещен вместе с сестрой-близнецом Марией 10 июня 1870 года
в Царскосельском придворном соборе при восприемстве графа С. Г. Строганова и бабушки княгини М. А. Долгоруковой.
6 марта 1890 года поступил в Пажеский корпус; в том же году, 17 августа переведён в младший специальный класс; в 1891 году произведён в камер-пажи.
Окончил Пажеский корпус в 1892 году по 1-му разряду и выпущен корнетом в Кавалергардский Её Величества полк.
Чины и звания: в службу вступил 17.08.1890, камер-паж (1891), корнет (ст. 04.08.1892), поручик (ст. 04.08.1896), штабс-ротмистр (ст. 04.08.1900), флигель-адъютант к Его Императорскому Величеству (с 05.09.1904), ротмистр (пр. 06.10.1904; ст. 04.08.1904; за выслугу лет), полковник (пр. и ст. 06.12.1906; на вакансию), генерал-майор (пр. и ст. 23.02.1913; за отличие по службе) с зачислением в Свиту Его Императорского Величества.
До 1908 года служил в Кавалергардском Её Величества государыни императрицы Марии Фёдоровны полку: в 1895 два раза направлялся в Усть-Ижорский лагерь для обучения сапёрному делу, в 1895 и 1897 назначен заведывающим молодыми солдатами в 3-м эскадроне, в 1898 командирован в Гвардейскую конно-артиллерийскую бригаду для ознакомления со стрельбой из орудий, 10 ноября 1900 назначен полковым квартирмейстером, 25 февраля 1901 — заведывающим нестроевой командой, с 1 марта по 28 октября 1904 был полковым адъютантом, с 30 октября 1904 по 14 января 1907 командовал 3-м эскадроном. В 1904 году был командирован, по Высочайшему повелению, в Костромскую и Черниговскую губернии на мобилизацию, за что ему объявлена Высочайшая благодарность.
В начале 1908 года перешёл на общественную службу: был избран Гдовским уездным (1908—1909) и 8 марта 1909 года Санкт-Петербургским губернским (1909—1914) предводителем дворянства. 12 октябре 1912 года избран дворянством в члены Государственного совета, примкнул к правой группе. Коллекционировал русскую живопись.
Во время Первой мировой войны был начальником 13-го передового отряда Красного Креста (1915—1916). После революции эмигрировал во Францию. Умер в 1941 году в Ницце.

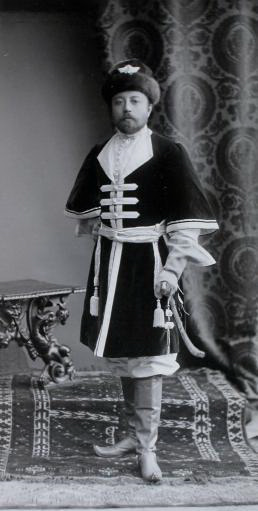
На костюмированном балу 1903 года.
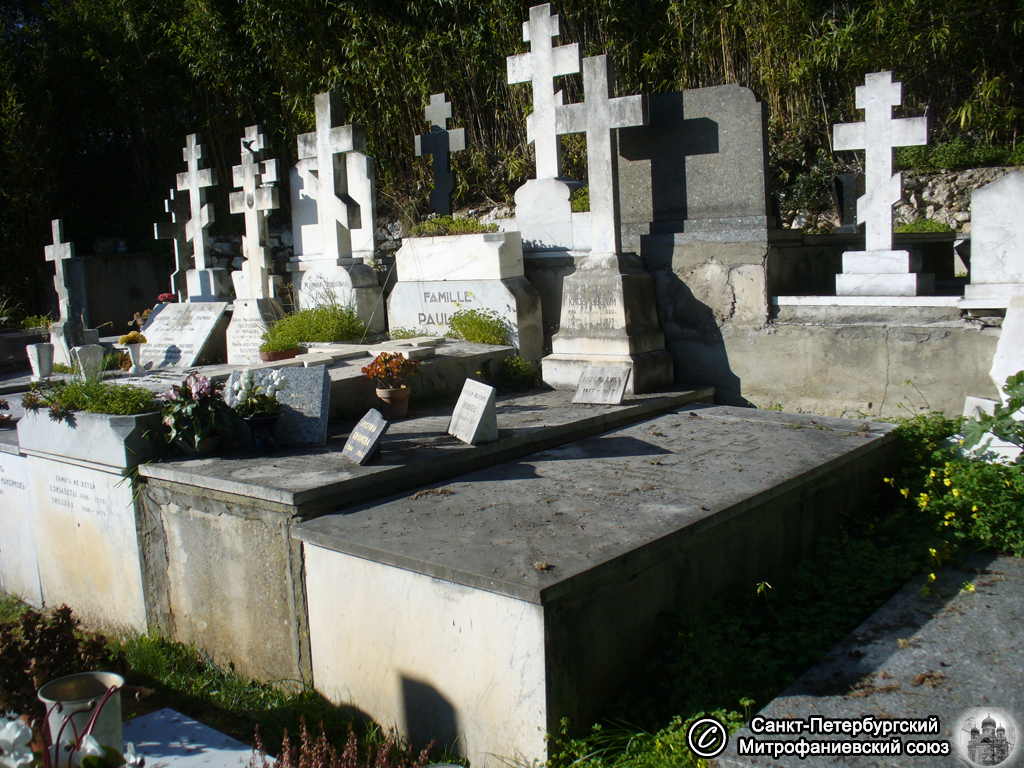
Могила на кладбище Кокад
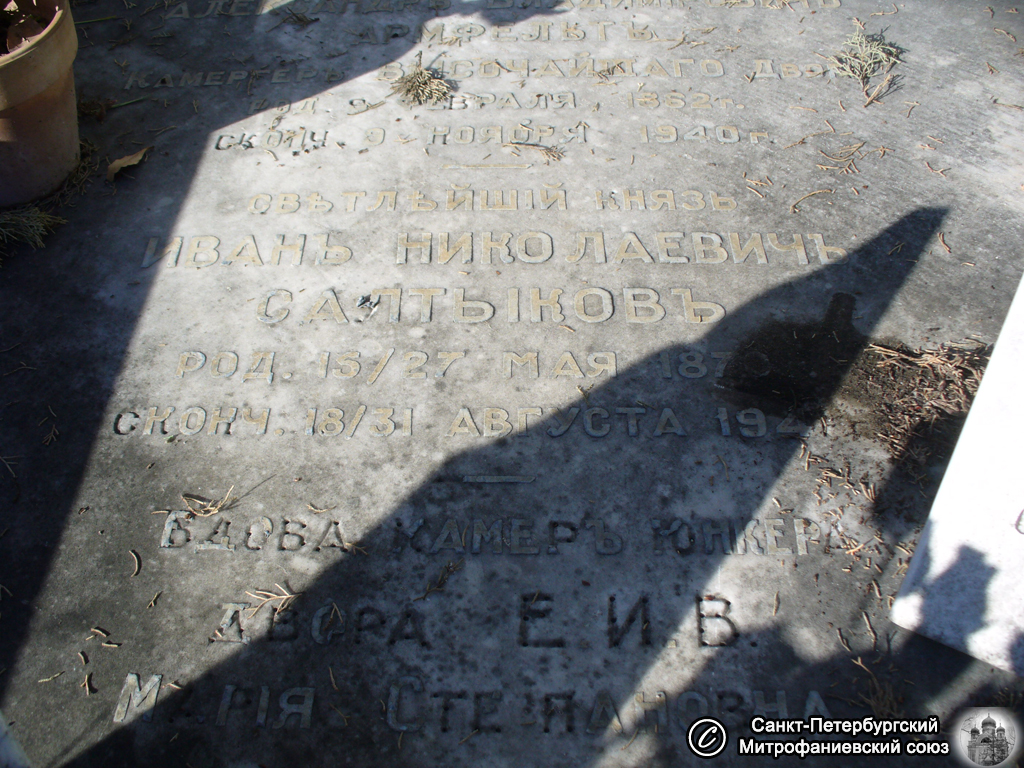
Эпитафия на могиле

## Награды
- Орден Святого Станислава 3-й ст. (1903);
- Высочайшая благодарность (1905);
- Орден Святой Анны 3-й ст. (1906);
- Орден Святого Станислава 2-й ст. (1909);
- Орден Святого Владимира 4-й ст. (1910);
- Орден Святого Владимира 3-й ст. (1915).

Иностранные:
- болгарский орден «За военные заслуги» 2-й ст. (1910).